# Pegomya acklandi
Pegomya acklandi är en tvåvingeart som först beskrevs av Masayoshi Suwa 1974.  Pegomya acklandi ingår i släktet Pegomya och familjen blomsterflugor. Inga underarter finns listade i Catalogue of Life.